# Politická participace
Politickou participaci definujeme jako dobrovolné aktivity, kterými občané ovlivňují nebo podporují vládu a politiku ve svém státu, kraji nebo městě.
Politická participace pramení ze zákona o svobodě slova, shromažďování se a spolupráci. Zahrnuje možnost podílet se na vedení veřejných záležitostí – možnost zaregistrovat se jako kandidát, být volen a vykonávat funkci na všech úrovních státní správy.
Za politickou participaci tedy nejsou považovány politické postoje, jako je např. zájem o politiku či schvalování určitých typů politických aktivit. Za politickou participaci se nepočítá ani aktivita, která není zaměřená na ovlivnění politických výstupů, jako je např. diskuse o politice s přáteli.

## Rozdělení politické participace
Existují tři typy politické participace: konvenční, nekonvenční a ilegální.
- Konvenční participace je běžná forma účasti na politickém dění. Zahrnuje volební účast (hlasování), vstup do politické strany, finanční dary politickým stranám a účast na volební kampani.
- Nekonvenční participace není zákonem zakázána, ale její projevy nejsou tak časté a občas jsou považovány za společensky nevhodné. Do takových činností se hlavně zapojují mladí lidé, studenti a občané nespokojení s politickou situací. Patří sem podpis petic, podpůrné bojkoty a stávky a účast na demonstracích a protestech.
- Ilegální participace je zákonem zakázané chování. Většinou se lidé uchylují k ilegální participaci pouze v případě, že se pomocí právních prostředků nepodařilo dosáhnout významné politické změny. Pod tímto pojmem se skrývají atentáty, terorismus a sabotáže.

## Pravidla politické participace
Politická participace je vymezena těmito základními pravidly:
1. politická participace se zabývá vládou, politikou nebo státem.
2. politická participace je definována jako činnost – pasivní zájem o politiku tedy nepředstavuje politickou participaci.
3. politická participace je chápána jako činnost provozována občanem a ne například politikem či profesionálním lobbistou.
4. politická participace by měla být dobrovolná a nesmí být vynucena výhrůžkami, zákonem či předpisy.

## Model občanského voluntarismu
Model občanského voluntarismu sleduje tři determinanty politické participace (individuální zdroje, motivace a sociální sítě navazované v občanské společnosti). Model se zaměřuje na příčiny toho, proč se lidé v politice neangažují, a formuluje je do třech odpovědí: lidé neparticipují, protože nemohou, nechtějí anebo se jich nikdo nezeptal.
Standardní socioekonomický model participace ukazuje vztah mezi socioekonomickým statusem a konvenční politickou angažovaností. Nejsilnější faktor ovlivňující míru participace do konvenční politiky je vzdělání. Rasa a pohlaví, stejně jako rodinný stav mohou také souviset s mírou politické participace. Bez ohledu na socioekonomický status, se mladí lidé zapojují do konvenční politiky méně než starší lidé.
V některých zemích se velká část populace neúčastní politiky vůbec. Například ve Spojených státech se prezidentských voleb účastní jen asi polovina všech osob, které mají právo volit. To je způsobeno různými faktory:
Spokojenost: nedostatek účasti naznačuje spokojenost se stavem politiky.
Svoboda: v demokratické společnosti, lidé mají svobodu neúčastnit se.
Apatie: mnoho lidí neví moc o politice a nezajímají se o ni.
Odcizení: lidé se politicky neparticipují, protože mají pocit, že nikdo u moci nenaslouchá jejich názorům, a že vláda je k nim, v nejlepším případě, lhostejná.
Většina občanů má pocit, že politická participace, zejména ta konvenční, je do jisté míry obdivuhodná a přijatelná. Ale politicky se participovat může být složité: za účelem participace je třeba najít čas a někdy i peníze. Lidé se podílejí na politice z následujících důvodů:
- Idealismus: někteří se zapojují, protože věří v určité myšlenky a ideály.
- Zodpovědnost: mnozí berou participaci jako povinnost demokratického občanství.
- Vlastní zájem: někteří se zapojují kvůli osobnímu profitu.
- Vyžití: někteří si užívají veřejnou činnost, a to buď z důvodu činnosti samotné, nebo přátel, které díky ní získají.

## Míra politické participace
Problémem zastupitelské demokracie je klesající volební účast. Existují dva přístupy, které tento problém rozebírají. Podle prvního přístupu je snižující se volební účast varovným signálem označujícím ohrožení demokracie. Podle druhého naopak klesající volební účast značí stabilizaci demokracie ve státě a spokojenost občanů s dosavadním vývojem.
Volební účast je závislá na typu voleb. V České republice je tradičně nejnižší při volbách do Evropského parlamentu. V roce 2004 byla volební účast 28,32 % zatímco v roce 2014 to bylo pouhých 18,12 %. Nízkým procentem voličů trpí také doplňovací volby do Senátu. Vyšší volební účast je tradičně u voleb do zastupitelstev obcí a do poslanecké sněmovny. Účast na volbách do poslanecké sněmovny byla v roce 2013 59,48 %.
V různých částech Evropy je míra politické participace různá. Podobnosti lze zaznamenat v rámci 4 regionů: Severní Evropa (Švédsko, Norsko, Finsko), Západní Evropa (Německo, Dánsko, Francie, Belgie, Nizozemsko, Lucembursko, Velká Británie, Irsko, Švýcarsko a Rakousko), Jižní Evropa (Řecko, Itálie, Španělsko, Portugalsko) a postkomunistická oblast Střední Evropy. Nadprůměrně vysoká míra participace je v severských státech a západoevropských státech (výjimkou je Nizozemsko). Naopak nízká míra politické participace je v postkomunistických státech a jihoevropských státech (výjimkou je Česká republika a Španělsko).
Trojlístek Nizozemsko, Česká republika a Španělsko tvoří speciální skupinu – mírou participace jsou si velice podobné, ale ve svém regionu se vymykají. Nizozemsko má nižší účast na politickém dění, než je v jeho regionu obvyklé. Naopak Česká republika a Španělsko se mohou pochlubit vyšší mírou participace, než jaká je v jejich regionech.

## Paradox politické participace
Teoretici tvrdí, že politická participace, zejména proces hlasování, je iracionální. Ve velkých zemích je pravděpodobnost, že něčí hlas rozhodne o výsledku voleb minimální. Pravdou je, že jeden hlas nedělá rozdíl. Kdyby však zároveň každý, kdo hlasuje ve volbách, přestal věřit v sílu svého hlasu a jeho schopnost něco změnit, nikdo potom nevyhraje ve volbách a demokratický proces přestane pracovat. Političtí vědci nazývají tento jev paradox participace.

## Aféra Watergate
V aféře Watergate, kvůli níž musel tehdejší prezident Spojených států Richard M. Nixon v roce 1974 odstoupit, sehrála roli ilegální politická participace. Nixonova kampaň, aktivně spolupracující s Nixonovou správou, užívala špionáže proti svým soupeřům. Nixonovi příznivci například padělali dopisy protikandidátů. Známý je takzvaný Canuckův dopis, který měl tyto kandidáty zdiskreditovat.